# Brachyloma saxicola
Brachyloma saxicola är en ljungväxtart som beskrevs av J.T. Hunter. Brachyloma saxicola ingår i släktet Brachyloma och familjen ljungväxter. Inga underarter finns listade i Catalogue of Life.